# Signo (Telefon)

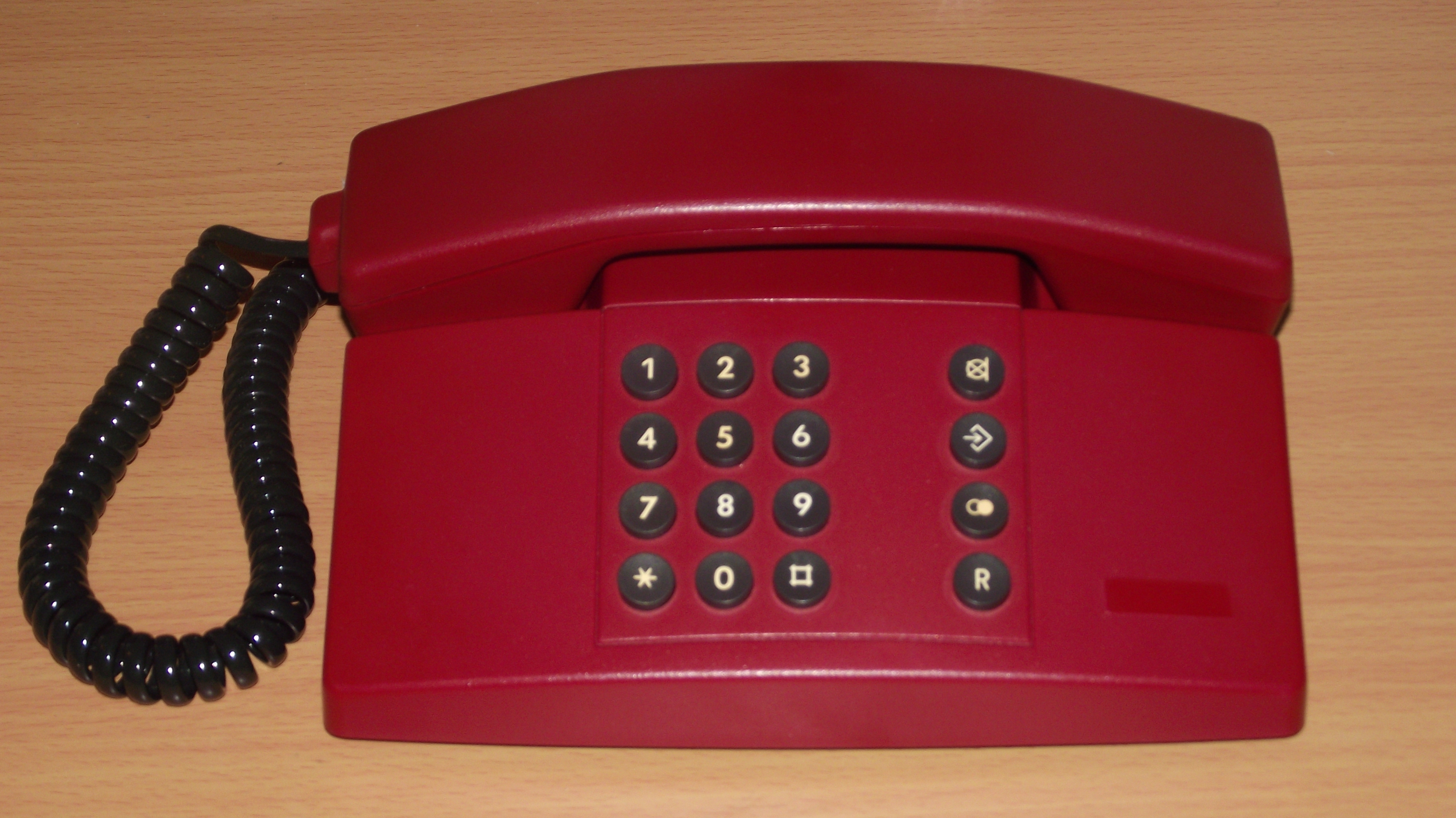
Rotes Signo von 1992

Signo ist die Bezeichnung für zwei analoge Tastentelefon-Modelle der Deutschen Telekom aus den 1990er Jahren. 

## Geschichte
Bis zu Beginn der 1990er Jahre konnten Telefone nur direkt von der Deutschen Bundespost bezogen werden und mussten gemietet werden. Als das sogenannte Postmonopol endete, übernahm die neu gegründete Deutsche Telekom die Verwaltung der Festnetzanschlüsse. Privatanwender konnten nun Telefone aller Hersteller kaufen, statt Geräte der Post mieten zu müssen. Auch die Telekom bot ein eigenes Telefon an, das Signo. Es wurde zwischen 1991 und 1996 hergestellt und für 114 DM bis 128 DM verkauft oder konnte für 3,90 DM monatlich Grundgebühr gemietet werden. Das erweiterte Signo 2 ergänzte das Angebot ab 1993 und löste das Signo ab 1996 schließlich ab.

## Die Geräte
Hersteller der Telefone war Siemens, die dafür auf der Cebit 1991 den iF product design Award erhielten.
Das Signo war in den Farben violett, ozeanblau, dunkelbraun, anthrazit und altweiß erhältlich. Andere Farben waren limitierte Sonderanfertigungen und nicht von der Telekom. 
Auf der Oberseite des Gerätes sind das Nummernfeld sowie die Tasten für die Zusatzfunktionen (Mikrofon-Stummschaltung, Setup-Taste, Wahlwiederholung und Erd- bzw. Flashtaste). Die Setup-Taste wird benötigt, um Einstellungen am Telefon vorzunehmen.
Unter dem Hörer befindet sich ein abnehmbarer Plastikdeckel, unter dem ein Zettel liegt, auf dem die Nummern für Feuerwehr, Notruf und die eigene Rufnummer eingetragen werden können.
Das Signo 2 verfügt zusätzlich u. a. über eine weitere Tastenreihe, einen Lautsprecher für Lauthören und Kurzwahlspeicher. Die Farbe dunkelblau entfiel.
Mittlerweile gibt es von verschiedenen Firmen Nachbauten der Signo-Modelle. Meist sind sie jedoch leichter als das Original und weniger solide aufgebaut.